# Grup de Lluita contra la Inhumanitat
El Grup de Lluita contra la Inhumanitat (GLI) (en alemany: Kampfgruppe gegen Unmenschlichkeit, KgU) va ser una organització anticomunista alemanya, activa entre 1948 i 1959, gràcies al finançament dels serveis secrets occidentals, el govern d'Alemanya Occidental i la Ford Foundation. Va donar suport a la resistència contra la República Democràtica Alemanya (RDA) des de Berlín Occidental com a servei de localització dels desplaçats a zona d'ocupació soviètica, i que va dur a terme actes de sabotatge, atacs i espionatge en els sectors militar i civil.

## Història
L'organització va ser controlada per l'Agència Central d'Intel·ligència dels Estats Units d'Amèrica (CIA) fins que es va dissoldre el 1959. Al principi hi havia un “Oficina Dr. Hoffmann ”, dirigit per Heinrich von zur Mühlen, juntament amb Hildebrandt.
L'abril de 1949, un any després de la seva fundació, va ser autoritzada com a organització política, gràcies a una llicència del Comandament de la zona d'ocupació aliada, i va rebre suport financer dels serveis secrets occidentals. Després de caducar la llicència, l'abril de 1951, es va inscriure com a associació al registre d'associacions del tribunal de districte de Charlottenburg, a Berlín Oest. Entre 1951 i 1958 el president de l'associació va ser el socialdemòcrata Ernst Tillich i, a l'any següent, el grup es va dissoldre. Els seus membres van ser perseguits a la RDA, diversos van ser condemnats a mort i executats pel sistema de justícia militar soviètic i dos pels tribunals de la RDA, mentre que altres van ser condemnats a penes greus.

## Accions

### Servei de rastreig, propaganda i espionatge
L'origen del grup va ser la realització de la tasca d'un servei de localització de persones que, després del final de la Segona Guerra Mundial a la zona d'ocupació soviètica, van ser arrestades per la policia secreta soviètica com a opositores al nou govern i detingudes durant anys en un dels deu camps especials d'empresonament, al costat d'antics nazis, o deportades a la Unió Soviètica.
Fundat l'any 1948 per Rainer Hildebrandt, Günther Birkenfeld, Ernst Benda, Herbert Geisler i Winfried von Wedel-Parlow, principalment va obtenir suport entre alumnes d'escoles i universitats, que després es van traslladar a la zona soviètica i a la Unió Soviètica. Es van repartir volants i octavetes a la RDA o es van pintar consignes a les parets, com ara la campanya «F» («F» de Freiheit, que vol dir "llibertat"). Els productes impresos introduïts il·legalment a la zona soviètica proporcionaven informació sobre la política del Partit Socialista Unificat d'Alemanya (SED), la Joventut Lliure Alemanya (FDJ) i, en particular, les activitats del Ministeri de Seguretat de l'Estat o els seus predecessors i la policia secreta soviètica. Als anys 1950 també van promoure l'agitació per a la Reunificació alemanya i contra l'Exèrcit Roig. Segons l'historiador Siegfried Lokatis, es tractava d'una «propaganda anticomunista intencionada i una guerra psicològica». Internament, el grup es va referir a la seva activitat com a «treball de desintegració».
En el transcurs dels preparatius a Berlín Occidental de la 3a edició del Festival Mundial de la Joventut i els Estudiants, organitzada entre el 5 i el 19 d'agost de 1951 a Berlín Oriental, Tillich va presidir el grup de treball «Política i premsa». El seu punt de vista, inspirat en les «campanyes de propaganda comunista, només amb el signe contrari», no va trobar resposta a la resta de la comissió en què predominava el lema «Us mostrem el món lliure». La nit de l'11 al 12 d'agost de 1951, membres del grup van donar suport a la policia de Berlín Occidental per tal d'infiltrar-hi de contraban a 100.000 participants i provocar un seguit d'avalots a la ciutat el 12 d'agost, coincidint amb la pernoctació que hi feia Stalin, i després tornar a Berlín Occidental. El contraprograma del festival va incloure un acte del GLI pel 15 d'agost. Hildebrandt va pronunciar un discurs davant dels participants d'aquell acte en el qual va declarar que l'alliberament de la «zona de l'Elba a l'estret de Bering» era l'objectiu de la Guerra Freda i els va instar que «molts renunciareu a l'existència d'una seguretat segura i heu d'assumir tasques per a ajudar, despertar la consciència del món i lluitar».
A Berlín Occidental, el grup va utilitzar programes de la Rundfunk im amerikanischen Sektor (RIAS) per donar suport al seu servei de localització i, per tant, també a reclutar residents de la RDA. La seva tasca no consistia només en distribuir díptics, sinó també en proporcionar informació que pogués ser utilitzada pel servei d'intel·ligència, que inicialment només sortia casualment de les enquestes dutes a terme pel servei de rastreig. Després de començar la cooperació amb el servei secret estatunidenc Counter Intelligence Corps (CIC), es va acabar lliurant una còpia de cada fitxer al servei secret.
En la seva fase de fundació va cooperar amb l'Organització Gehlen. Reinhard Gehlen, però, es va distanciar dels mètodes del grup a les seves memòries.

### Atacs i sabotatges
A principis de la dècada de 1950, el GLI va passar a cometre atacs de sabotatge contra instal·lacions civils com per exemple danyar el pont del canal Finow a Zerpenschleuse o volar les vies del tren. L'any 1951, abans del Festival Mundial de la Joventut i els Estudiants, el grup va escampar "tire killers" (punts d'acer escampats pels carrers) per interrompre l'arribada dels participants.
Les tardes dels dies 4 i 8 de setembre de 1951, el KgU va iniciar incendis als grans magatzems de Leipzig durant l'horari d'obertura amb ampolles de fòsfor. Els atacs incendiaris van fracassar, però, perquè els focs sempre es podien descobrir i extingir a temps.
El KgU va recollir informació sobre els funcionaris de la RDA amb la intenció de castigar aquestes persones després del final de la dictadura de la RDA. Però també es van enviar cartes d'amenaça. A les 6. El juliol del 1951, Richard Hennig (nom en clau "Rux") i un grup de kgU Calbe an der Saale pensaven sobre l'assassinat de el president de districte de SED Calbe per bombons enverinats. El pla no es va poder dur a terme perquè el grup va ser detingut poc temps després.
A més, el KgU va operar sabotatge econòmic mitjançant interrupcions administratives mitjançant la falsificació del correu oficial. D'aquesta manera, els transports d'aliments es van dirigir malament, es van "ordenar" canvis en la producció i reduccions de preus al detall. Màquines, productes i aliments també van ser destruïts pel KgU i es van forjar segells de correus (per exemple, els motius Wilhelm Pieck i el pla quinquennal). A més de dos incendis incendiats a un pont de fusta d'una autopista l'agost de 1951, que es van poder descobrir i extingir, el maig de 1952 es va planificar la demolició d'un pont de ferrocarril sobre l'autopista prop d'Erkner. Aquest atac tenia com a objectiu un tren exprés a la ruta Berlín-Moscou que era utilitzat pel personal soviètic. Òbviament, es pretenia que les persones es fessin mal en el procés. Els explosius van ser lliurats pel KgU. L'enderroc no s'ha dut a terme a causa de la desaparició d'un vehicle de fugida. Aleshores, els explosius s'han d'utilitzar per volar el pont del ferrocarril a Spindlersfeld, que la policia popular va impedir allà. El KgU tenia la intenció de paralitzar la xarxa elèctrica de la RDA fent volar pilones de cable alt i va lliurar explosius per això.

## Acusació

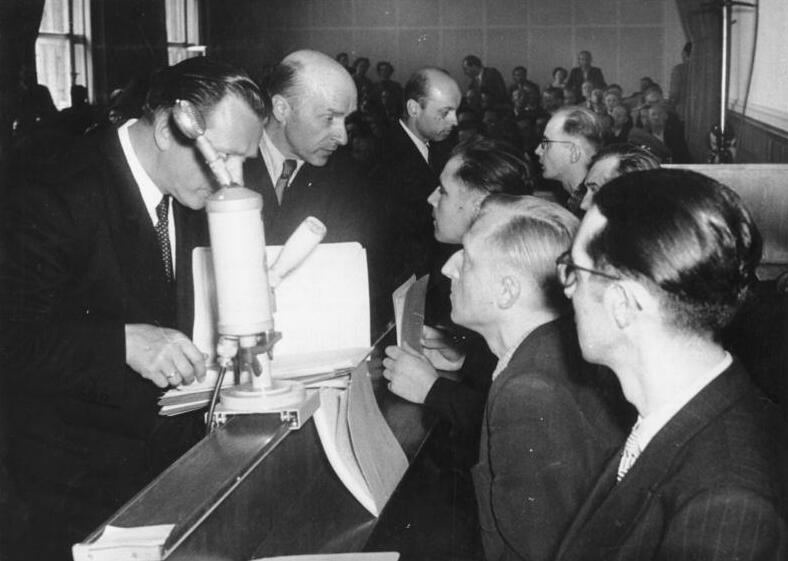
Mostra del judici contra 5 "agents KgU" a la sala penal num. 1 del Tribunal Suprem de la RDA el 21 de juny de 1955. D'esquerra a dreta: Gerhard Benkowitz, Hans-Dietrich Kogel i Willibald Schuster i els seus advocats defensors.

La RDA i l'administració militar soviètica a Alemanya van prendre accions massives contra el KgU. A les poques setmanes de la detenció del "cap de Saxònia" Hanfried Hiecke (nom en clau Fred Walter) el 8 de març. El setembre de 1951, uns 200 empleats de KgU van ser arrestats allí, inclòs l'estudiant de Berlín Oest Günter Malkowski. A finals de novembre de 1951, els tribunals militars soviètics van imposar la pena de mort en 42 judicis secrets, i els acusats restants van ser condemnats a deu a 25 anys de presó. Les condemnes a mort es van dur a terme a Moscou. Pocs dels condemnats a mort van ser indultats a Moscou per ser detinguts en camps. Un gran nombre dels condemnats a presó en un camp per l'onada d'arrestos de la tardor de 1951 van ser traslladats al Gulag de Vorkuta. El 1955, després de les negociacions entre Adenauer i la Unió Soviètica, els presoners polítics alemanys van ser alliberats a Alemanya dels camps soviètics al mateix temps que els presoners de guerra alemanys.
El 1952 Werner Tocha, Gerhard Blume i Gerhard Schultz van rebre condemnes de vuit, nou i cinc anys de presó.
Johann Burianek va ser condemnat a mort i executat el 1952, entre altres coses pels preparatius per a l'atac al pont del ferrocarril prop d'Erkner. Wolfgang Kaiser va ser condemnat i executat el mateix any. Va ser acusat de subministrar àcids en alt percentatge, artefactes incendiaris, explosius i verí; la cantaridina emesa pel KgU no estava destinada, com afirmava la propaganda de la RDA, per enverinar sense rumb l'aigua potable de la població, sinó per enverinar les tropes soviètiques a l'esdeveniment de la guerra.
Després de 1952, les activitats militants del KgU van disminuir significativament. El ràpid enderrocament a la RDA que esperava el KgU no es va produir. Durant aquesta fase també es van dur a terme judicis d'espectacles contra membres del KgU. Gerhard Benkowitz, Hans-Dietrich Kogel, Willibald Schuster, Gerhard Kammacher i Christian Busch van ser agents de la KgU des del 14 de juny de 1955 abans de l'1. El Senat Penal del Tribunal Suprem de la RDA va fer el procés. El 23. El juny de 1955, a petició del Comitè Central del SED, es van dictar sentències de mort contra Gerhard Benkowitz i Hans-Dietrich Kogel (tots dos residents a Weimar) per preparar sabotatge. En el període 1951-1952, Gerhard Benkowitz va explorar ponts i una presa per preparar una explosió en cas d'emergència. Es va acordar que un equip de demolició es quedaria amb Hans-Dietrich Kogel. Més tard, les activitats del grup al voltant de Benkowitz i Kogel es van limitar a enviar cartes d'amenaça a funcionaris del partit i de l'estat, recollir informació i distribuir material informatiu i propagandístic. Les condemnes a mort es van dictar el gener. En vigor el juny de 1955.

## Suport i objectius
Un important suport econòmic al grup de combat contra la inhumanitat va venir dels EUA a través del servei d'intel·ligència CIC i inicialment també de la Fundació Ford americana, la Creu Roja i Càritas .En els primers anys també hi va haver cooperació amb agències del Senat de Berlín. El Centre Federal d'Educació Política (1952–1963 encara sota el nom de Centre Federal per al Servei de la Pàtria) va proporcionar suport financer a la KgU durant la dècada de 1950.
Klaus Körner veu les funcions de grups com el KgU com "una assistència concreta als ciutadans de la RDA, l'enviament de documents a la RDA i l'obtenció de notícies de la RDA". Per a Enrico Heitzer, la CIA va marcar el to a la KgU a partir de 1951: “La va finançar gairebé en la seva totalitat i va determinar en gran manera el rumb. "Anteriorment, això hauria empès l'organització Gehlen i altres serveis secrets nord-americans i britànics fora de l'organització, que inicialment va ser formada per antics membres dels serveis secrets nazis. La tasca humanitària, que va ser el focus de la seva autorretrat, en realitat només la portava a terme una petita part del KgU. El focus del treball de la KgU era la intel·ligència intel·ligent, la guerra psicològica i el sabotatge.
"A més d'activitats benèfiques, propagandístiques i d'intel·ligència, com les realitzades per altres organitzacions de resistència", la KgU va dur a terme a principis dels anys cinquanta, segons Karl Wilhelm Fricke, una estratègia de desestabilització massiva de la dictadura del SED, el repertori de la qual Les accions fins i tot van incloure atacs amb foc i explosius. “Això incloïa la “construcció d'una xarxa subterrània” que també” va tenir els inicis d'un component “militar”".

## Resolució
Durant el 1957 i 1958 l'organització es va fragmentar internament. A instància del Senat de Berlín i del Ministeri Federal per a Afers Alemanys, es va dissoldre el març de 1959.

## Persones vinculades
- Gerd Baitz, Consell Assessor i Cap de la KgU (noms en clau "Leeder", "Bährmann")
- Ernst Benda, titular de la llicència de la KgU, semental. jur., aleshores president de la Junge Union
- Gerhard Benkowitz
- Günther Birkenfeld, titular de la llicència de la KgU, escriptor
- Johann Burianek
- Josef Didinger
- Edeltraud Eckert, poeta que va morir a la presó de la RDA
- Gerhard Finn, va treballar per a la KgU fins al 1958 (noms en clau "Pilz", "Fuchs"), aleshores cap de divisió del Ministeri Federal per a les qüestions de tots els alemanys .
- Paul Fischer, polític
- Karl Wilhelm Fricke, víctima del segrest de la Seguretat de l'Estat de la RDA
- Herbert Geisler (1921–1986), 1945-gener de 1948 com a funcionari del LDP i del FDJ, des de desembre de 1948 membre de la Cambra de Representants de Berlín (Oest) pel FDP; Cofundador de la KgU
- Ludwig Hayne
- Rainer Hildebrandt, titular de la llicència de la KgU, lluitador de la resistència contra el nacionalsocialisme
- Horst Jäger, autor
- Wolfgang Kaiser, estudiant de química
- Hans-Dietrich Kogel
- Peter Lorenz, titular de la llicència de la KgU, polític
- Günter Malkowski, estudiant de la Universitat Lliure de Berlín i membre de l'SPD, executat
- Heinrich von zur Mühlen
- Hans-Joachim Näther, estudiant de secundària d'Altenburgo, executat
- Friedrich-Wilhelm Schlomann
- Siegfried Schulze, un membre, va ser intentat un assassinat fallit per part de la Seguretat de l'Estat de la RDA el 1975 per instruccions del viceministre Bruno Beater. Un IM de l'Stasi amb el nom en clau "Rennfahrer" va ser condemnat el 1993 a quatre anys i mig de presó per intent de presó. assassinat.
- Ernst Tillich, direcció de KgU
- Heinz Wiechmann, membre, més tard cap de l'oficina estatal per a la protecció de la Constitució a Berlín